# Marvin Ogunjimi
Marvin Ogunjimi (ur. 12 października 1987 w Mechelen) – belgijski piłkarz pochodzenia nigeryjskiego grający na pozycji napastnika. Od 2021 roku jest zawodnikiem klubu RAEC Mons.

## Kariera klubowa
Ogunjimi urodził się w belgijskim Mechelen. Jego ojciec pochodzi z Nigerii, a matka jest Belgijką. Karierę piłkarską rozpoczął w małym klubie Rapid Leest. Następnie był też zawodnikiem juniorów holenderskiego RBC Roosendaal oraz innych klubów z rodzinnego Mechelen, KRC Mechelen oraz KV Mechelen.
Latem 2004 roku Ogunjimi przeszedł do KRC Genk. W 2005 roku stał się członkiem kadry pierwszego zespołu. 2 października tamtego roku zadebiutował w pierwszej lidze belgijskiej w zremisowanym 2:2 wyjazdowym meczu z Germinalem Beerschot, gdy w 87. minucie meczu zmienił Boba Peetersa. W sezonie 2005/2006 rozegrał 8 spotkań ligowych, a w kolejnym ani razu nie pojawił się na boisku. Latem 2007 został na jeden sezon wypożyczony do holenderskiego drugoligowca RKC Waalwijk, dla którego strzelił 10 goli. W 2008 roku wrócił do Genk i w 2009 roku zdobył z nim Puchar Belgii. W sezonie 2009/2010 stał się podstawowym zawodnikiem klubu. W 2011 roku został z Genkiem mistrzem Belgii.
W 2012 roku Ogunjimi został zawodnikiem RCD Mallorca. W sezonie 2012/2013 został wypożyczony, najpierw do Standardu Liège, a następnie do Beerschotu AC. Latem 2013 wypożyczono go do Oud-Heverlee Leuven. W 2014 przeszedł do Strømsgodset IF. W 2016 został zawodnikiem Suwon FC. Następnie grał w takich klubach jak: tajski Ratchaburi Mitr Phol, albański Skënderbeu Korcza, kazachski Okżetpes Kokczetaw, holenderski MVV Maastricht i birałoruski Dynama Brześć. W 2018 został piłkarzem wietnamskiego Sài Gòn FC. Następnie grał w Lierse Kempenzonen i Patro Eisden. W 2021 przeszedł do RAEC Mons.
| Sezon   | Klub                      | Kraj             | Rozgrywki           | Mecze | Bramki |
| ------- | ------------------------- | ---------------- | ------------------- | ----- | ------ |
| 2005/06 | KRC Genk                  | Belgia           | Eerste Klasse       | 8     | 0      |
| 2006/07 | KRC Genk                  | Belgia           | Eerste Klasse       | 0     | 0      |
| 2007/08 | RKC Waalwijk              | Holandia         | Eerste Divisie      | 27    | 10     |
| 2008/09 | KRC Genk                  | Belgia           | Eerste Klasse       | 17    | 3      |
| 2009/10 | KRC Genk                  | Belgia           | Eerste Klasse       | 26    | 10     |
| 2010/11 | KRC Genk                  | Belgia           | Eerste Klasse       | 32    | 15     |
| 2011/12 | KRC Genk                  | Belgia           | Eerste Klasse       | 6     | 0      |
| 2011/12 | RCD Mallorca              | Hiszpania        | Primera División    | 7     | 0      |
| 2012/13 | Standard Liège            | Belgia           | Eerste Klasse       | 5     | 0      |
| 2012/13 | Beerschot AC              | Belgia           | Eerste Klasse       | 10    | 1      |
| 2013/14 | Oud-Heverlee Leuven       | Belgia           | Eerste Klasse       | 18    | 0      |
| 2014    | Strømsgodset IF           | Norwegia         | Tippeligaen         | 11    | 4      |
| 2015    | Strømsgodset IF           | Norwegia         | Tippeligaen         | 8     | 4      |
| 2016    | Suwon FC                  | Korea Południowa | K-League            | 10    | 3      |
| 2016    | Ratchaburi Mitr Phol FC   | Tajlandia        | Premier League      | 7     | 1      |
| 2016/17 | Skënderbeu Korcza         | Albania          | Kategoria Superiore | 5     | 0      |
| 2017    | Okżetpes Kokczetaw        | Kazachstan       | Priemjer Ligasy     | 7     | 0      |
| 2017/18 | MVV Maastricht            | Holandia         | Eerste divisie      | 13    | 1      |
| 2018    | Dynama Brześć             | Białoruś         | Wyszejszaja liha    | 3     | 0      |
| 2018    | Sài Gòn FC                | Wietnam          | V.League 1          | 7     | 0      |
| 2018/19 | Lierse Kempenzonen        | Belgia           | Nationaal 1         | 12    | 3      |
| 2019/20 | Patro Eisden Maasmechelen | Belgia           | Nationaal 1         | 14    | 0      |

## Kariera reprezentacyjna
W październiku 2010 roku Ogunjimi zdecydował, iż będzie reprezentował Belgię, a nie Nigerię – kraj, z którego pochodzi jego ojciec. W kadrze Belgii zadebiutował 8 października 2010 roku w wygranym 2:0 wyjazdowym spotkaniu eliminacji do Euro 2012 z Kazachstanem. W meczu tym strzelił 2 gole. 4 dni później w swoim drugim występie w reprezentacji i w eliminacjach do Euro, z Austrią (4:4) ponownie strzelił gola.
| Mecze i gole w reprezentacji | Mecze i gole w reprezentacji | Mecze i gole w reprezentacji | Mecze i gole w reprezentacji | Mecze i gole w reprezentacji | Mecze i gole w reprezentacji | Mecze i gole w reprezentacji |
| #                            | Data                         | Stadion                      | Rywal                        | Wynik                        | Gol                          | Rozgrywki                    |
| 2010                         | 2010                         | 2010                         | 2010                         | 2010                         | 2010                         | 2010                         |
| ---------------------------- | ---------------------------- | ---------------------------- | ---------------------------- | ---------------------------- | ---------------------------- | ---------------------------- |
| 1.                           | 08.10.2010                   | Astana, Kazachstan           | Kazachstan                   | 2:0                          | 2                            | el. Euro 2012                |
| 2.                           | 12.10.2010                   | Bruksela, Belgia             | Austria                      | 4:4                          | 1                            | el. Euro 2012                |
| 2011                         |                              |                              |                              |                              |                              |                              |
| 3.                           | 25.03.2011                   | Wiedeń, Austria              | Austria                      | 2:0                          | 0                            | el. Euro 2012                |
| 4.                           | 03.06.2011                   | Bruksela, Belgia             | Turcja                       | 1:1                          | 1                            | el. Euro 2012                |
| 5.                           | 06.09.2011                   | Bruksela, Belgia             | Stany Zjednoczone            | 1:0                          | 0                            | Mecz towarzyski              |
| 6.                           | 07.10.2011                   | Bruksela, Belgia             | Kazachstan                   | 4:1                          | 0                            | el. Euro 2012                |
| 7.                           | 11.10.2011                   | Düsseldorf, Niemcy           | Niemcy                       | 1:3                          | 0                            | el. Euro 2012                |